# Marienheiligtum in Wiktorówki
Das Marienheiligtum in Wiktorówki (polnisch Sanktuarium Maryjne na Wiktorówkach) ist eine Holzkirche. Sie wurde 1921 im Neo-Zakopane-Stil entworfen und in der Nähe der Alm Rusinowa Polana gebaut. 1936 erfolgte der Ausbau und die Einweihung als Marienheiligtum. Sie wird von der Pfarrei Małe Ciche in der Gemeinde Poronin betreut. Das Gebäude gehört jedoch dem Tatra-Nationalpark. Es steht unter Denkmalschutz. Die Kirche ist Teil des Holzarchitekturwegs in Kleinpolen.

## Geschichte des Wallfahrtsortes
Die Entstehung des Marienwallfahrtsortes wird mit der Person der "Goralin" Marysia Murzańska, einer jungen Hirtin von der Rusinowa Polana, in Verbindung gebracht.
Auf Grundlage der von dem 80-jährigen Wojciech Łukaszczyk überlieferten Informationen, die von Pfarrer Szymon Kossakiewicz niedergeschrieben wurden – bei dem Łukaszczyk als Hirte tätig war – ergibt sich folgende Überlieferung: Um das Jahr 1860 verlor das damals 14-jährige Hirtenmädchen einige weidende Tiere – der Überlieferung nach Schafe, gelegentlich ist aber auch von Kühen die Rede, was als wahrscheinlicher gilt, da die Schafhütung traditionell von Männern übernommen wurde, während Kinder für das Hüten von Kühen zuständig waren.
Während ihrer Suche in einem abendlichen Nebel will sie in den Zweigen eines Baumes eine Gestalt erblickt haben, die sie selbst als „Schöne Frau“ oder „Leuchtende Frau“ bezeichnete. Diese Erscheinung versprach ihr das baldige Wiederauffinden der verlorenen Tiere und erteilte ihr drei Anweisungen: Die erste betraf das Verlassen der Rusinowa Polana, da ihr dort geistliche Gefahren drohten. Die beiden anderen Aufforderungen bezogen sich auf die Mahnung an die Menschen, nicht zu sündigen und Buße für ihre Verfehlungen zu tun.
Marysia fand die Tiere tatsächlich wieder und berichtete dem Hirten von dem Erlebnis. Dieser befestigte ein Bild an dem betreffenden Baum und gab die Geschichte später weiter. Noch in den 1950er-Jahren war der vermoderte Stamm dieses Baumes erhalten, befestigt an jungen Fichten.

## Geographische Lage
Die Kirche befindet sich in der Gemeinde Poronin im Ort Murzasichle im Tatra-Nationalpark in der Hohen Tatra. In der Nähe des Heiligtums befindet sich die Alm Rusinowa Polana. Die Kirche liegt auf ca. 1.200 m ü.N.N.

## Tourismus
In der Nähe der Kirche führt ein blau markierter Wanderwege im Tatra-Nationalpark.
- ▬ blau markierter Wanderweg von Zazadna am Oswald-Balzer-Weg auf die Bergalm Rusinowa Polana und weiter zum Bergsee weiter Palenica Białczańska